# 猫儿历险记
《猫儿历险记》（英語：The Aristocats）是一部1970年由華特迪士尼製作並發行的動畫電影。，為第20部華特迪士尼經典動畫長片。該部電影由沃夫冈·雷瑟曼執導，描繪故1910年的法國巴黎，講述了一隻名叫「杜翠絲（意即「公爵夫人」）」的貓媽媽和她的三隻小貓的生活故事。其配音陣容包括菲尔·哈里斯、爱娃·嘉伯、丽兹·英格利许、盖瑞·杜宾、狄恩·克拉克、史特林·霍洛威、罗迪·莫德·洛克斯比等人。
1962年，《猫儿历险记》的企劃原先是作為華特·迪士尼的真人劇集《奇妙色彩世界》的原創故事，並由作家湯姆·麥高恩（Tom McGowan）及湯姆·羅（Tom Rowe）以及製片人哈里·泰爾（Harry Tytle）負責製作。在經過兩年的重寫後，迪士尼建議該企劃將更適合作為動畫電影，並在《森林王子》進入製作階段時，將該項目置於周轉期。當《森林王子》接近完成時，迪士尼任命肯·安德森(動畫師)開發《猫儿历险记》的製作，使該部電影成為迪士尼本人在1966年12月去世之前親自批准的最後一個電影企劃，迪斯尼的長期合作者謝爾曼兄弟為這部電影創作了多首歌曲，儘管只有兩首歌曲在成品中完成。
《猫儿历险记》於1970年12月24日發行，並取得了重要的商業成功。目前正在開發真人版的製作計劃。

## 劇情
有一位住在巴黎的貴婦，她決定把所有的財產留給她養的母貓杜翠丝和牠的小貓們，繼承順位排在貓兒們之後的管家艾吉知道後就心懷不軌，於是有天夜裡偷偷把貓兒們載到鄉下去丟棄，幸虧有隻野貓湯瑪斯·歐馬和他的野貓好朋友們全力相助才得以重返家園、粉碎管家艾吉的陰謀，並且杜翠丝和湯瑪斯·歐馬也因此發展出一段戀情。

## 角色
杜翠丝（Duchess）
三隻小猫的母亲，後為歐馬的妻子。
湯瑪斯·歐馬利（Thomas O'Malley）
野猫亞拉罕·迪·樂西·吉歐斯普·凱西·湯瑪斯·歐馬，後為杜翠丝的丈夫，三隻小猫的繼父。
杜洛斯（Toulouse）
三隻小貓中的大哥，柏里歐的哥哥，喜愛作畫，崇拜歐馬等野猫。
玛丽（Marie）
三隻小貓中年紀最小的妹妹，喜歡唱歌。
柏里欧（Berlioz）
杜洛斯的弟弟，喜愛弹钢琴。
艾吉（Edgar Balthazar）
彭法米叶夫人的管家，企图将猫赶走，从而继承财产，后被送往西非廷巴克图。
史考特（Scat Cat）
汤马斯的好友，野猫爵士乐乐队的队长和小号手。
洛克福（Roquefort）
彭法米叶夫人家中的老鼠，与家中的猫为好友。
雪刚（Shun Gon）
野猫爵士乐队中的中国猫，钢琴手兼鼓手。
希特（Hit Cat）
野猫爵士乐队中的英国猫，吉他手。
佩波（Peppo）
野猫爵士乐队中的意大利猫，演奏手风琴。
比利·波斯（Billy Boss）
野猫爵士乐队中的俄罗斯猫，低音提琴手。
拿破仑（Napoleon）
寻血猎犬，在艾吉进入其所在农场时袭击艾吉。
拉法叶（Lafayette）
巴吉度猎犬，拿破仑的伙伴。
爱德丽德·彭法米叶夫人（Madame Adelaide Bonfamille）
退休歌剧演员，杜翠丝和三只小猫的主人。後收養歐馬並成立了一家慈善基金會，收容全巴黎的流浪貓，在自家演唱‘天地萬物都想當貓咪’。
乔治·奥特古（Georges Hautecourt）
彭法米叶夫人的律师。
芙若乐（Frou-Frou）
马，洛克福的伙伴。
艾比佳（Abigail Gabble）
鹅，猫儿们的朋友。
艾米莉亞（Amelia Gabble）
艾比佳的姐妹。
瓦多叔叔（Uncle Waldo）
艾比佳與艾米莉亞的叔叔。

### 配音
| 配音                | 配音                | 配音                 | 角色                                                |
| 美國                | 台灣                | 香港 (DVD/BD)        | 角色                                                |
| ------------------- | ------------------- | -------------------- | --------------------------------------------------- |
| 愛娃·嘉伯           | 崔幗夫              | 羅冠蘭               | 杜翠絲（Duchess）                                   |
| 菲爾·哈里斯         | 杜德勳 劉文毅（唱） | 許紹雄 周志輝（唱）  | 托馬斯·歐瑪利（Thomas O'Malley）                    |
| 蓋瑞·杜賓           | 張宇文 謝孟汝（唱） | 劉培暉 嚴緯軒（唱）  | 杜洛斯（Toulouse）                                  |
| 麗茲·英格利許       | 高德樺              | 嚴緯思               | 瑪麗（Marie）                                       |
| 狄恩·克拉克         | 廖冠豪              | 黃穎瑩               | 柏里歐（Berlioz）                                   |
| 羅迪·莫德·洛克斯比  | 孫德成              | 楊捷康               | 艾吉（Edgar Balthazar）                             |
| 史卡特曼·克洛瑟斯   | 孫國卿 謝文德（唱） | 周志輝 梁灼彬（唱）  | 史考特（Scat Cat）                                  |
| 史特林·霍洛威       | 楊少文              | 蘇強文               | 洛克福（Roquefort）                                 |
| 保羅·溫契爾         |                     |                      | 雪剛（Shun Gon）                                    |
| 提姆·哈德遜伯爵     | 李勇                | 黃文標               | 希特（Hit Cat）                                     |
| 維多·史考蒂         | 胡立成              | 郭凱峰               | 佩波（Peppo）                                       |
| 瑟爾·萊文斯克洛福特 | 佟紹宗              | 鄧榮銾               | 比利·波斯（Billy Boss）                             |
| 派特·巴特倫         | 孫中台              | 葉振聲               | 拿破崙（Napoleon）                                  |
| 喬治·林賽           | 胡立成              | 劉昭文               | 拉法葉（Lafayette）                                 |
| 荷蜜歐妮·巴德里     | 陳季霞              | 盧素娟               | 愛德麗德·彭法米葉夫人（Madame Adelaide Bonfamille） |
| 查爾斯·連恩         | 佟紹宗              | 張英才               | 喬治·奧特古（Georges Hautecourt）                   |
| 南西·庫爾普         | 鄭仁麗              | 何鉻琪 嚴秀嫻（唱）  | 芙若樂（Frou-Frou）                                 |
| 莫妮卡·艾凡斯       | 鄭仁麗              | 曾佩儀               | 艾比佳（Abigail Gabble）                            |
| 卡洛·雪萊           | 鄭仁麗              | 黃麗芳               | 艾蜜莉亞（Amelia Gabble）                           |
| 比爾·湯普森         | 沈光平              | 李錦綸               | 瓦多叔叔（Uncle Waldo）                             |
| 彼得·雷納迪         |                     | 鄧榮銾               | 法國送牛奶駕駛（French Milkman）                    |
| 彼得·雷納迪         |                     | 郭凱峰               | 主廚（Le Petit Cafe Cook）                          |
| 彼得·雷納迪         | 李勇                | 鄧榮銾 鄒兆恩 胡志達 | 搬家卡車工人（Truck Movers）                        |
|                     | 趙明哲 羅添洲       | 林美卿               |                                                     |

## 被取消的續集計畫
2005年，迪士尼卡通工作室原本計畫製作《猫儿历险记》的續集，同時列入拍攝計劃的還包括《四眼天雞》(2005)和《未來小子》(2007)等動畫的續集。原本計畫將續集製作為2D動畫片，迪士尼高層決定以電腦動畫方式拍攝，為的是在票房上取得更大收益。此外，這個故事的目的是以公爵夫人瑪麗為中心，瑪麗是一位豪華遊輪上的另一隻小貓。 然而，她和她的家人必須很快在公海上扮演一個珠寶小偷。當約翰·拉薩特被任命為迪士尼新任首席創意官時，該項目被取消，他取消了所有未來續集的迪士尼計劃，而以原生或衍生作品作品取代。

## 發行
本片DVD已经分别由中录德加拉及博伟在中国大陆和台湾发行。大陆CCTV6佳片有约栏目对该片做出过一条配音。